# Fariš
Fariš (makedonska: Фариш) är en ort i Nordmakedonien. Den ligger i kommunen Kavadarci, i den centrala delen av landet, 70 kilometer sydost om huvudstaden Skopje. Fariš ligger 406 meter över havet och antalet invånare är 134.